# Giuseppe Carboni (Komponist)
Giuseppe Angelo Carboni (* 1866 in Venedig; † 9. Februar 1934 in Toronto) war ein kanadischer Gesangspädagoge, Dirigent und Komponist italienischer Herkunft.

## Leben
Carboni studierte in Wien und Paris und wirkte dann in Deutschland und Österreich als Operndirigent sowie sieben Jahre lang als Gesangscoach in der Opéra-Comique in Paris. 1915 ging er nach Toronto. Dort wurde er Leiter der Gesangsausbildung am Hambourg Conservatory sowie Chorleiter an der Our Lady of Lourdes Church und am St. Joseph’s College; die letzteren Stellen hatte er bis zu seinem Tode inne.
Mit Studenten präsentierte er Aufführungen selten gespielter Opern wie Ferdinando Paërs Le Maître de Chapelle, Adolphe Adams Le Chalet und Charles Gounods Philémon et Baucis. Nach seinem Ausscheiden aus dem Hambourg Conservatory betrieb er ein eigenes Gesangsstudio. Zu seinen zahlreichen Schülern zählten Jeanne Dusseau, J. Elcho Fiddes, Redferne Hollinshead, Ivy Dale, Kenneth Sakos, Mabel Manley Pickard und Jeanne Pengelly. Carboni komponierte unter anderem zwei Operetten (Don Decubito, 1887 und Il camariere astuto, 1888), die beide in Venedig uraufgeführt wurden.